# Petros Bereketis

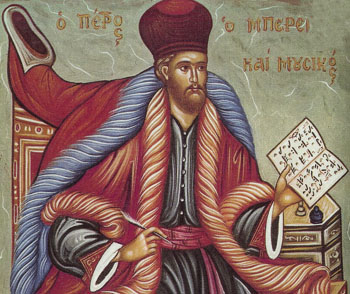
Petros Bereketis, Illustration zwischen1665 und 1725

Petros Bereketis (griechisch Πέτρος Μπερεκέτης; * 1680 in Konstantinopel; † 1715 ebenda) war ein griechisch-orthodoxer Kirchenmusiker und Komponist von Hymnen.

## Leben
Petros Bereketis wurde zu Zeiten des Osmanischen Reiches in Konstantinopel geboren. Seine kirchlich musikalische Laufbahn begann unter seinem Lehrer Damianos, der Mönch im Vatopedikloster gewesen war.
Bereketis wird zu den vier größten griechisch-orthodoxen Komponisten von Hymnen zwischen dem ausgehenden 17. und dem beginnenden 18. Jahrhundert gezählt, wie es beispielhaft Germanos von Patras gewesen war. Eine Vielzahl an Hymnen wurden durch Bereketis für stattfindende Feierlichkeiten im Orthodoxen Kirchenjahr verfasst.
Petros Bereketis lehrte byzantinische Kirchenmusik auf dem heiligen Berg Athos und in Konstantinopel, ebenda starb er im Jahre 1715.